# Luciano Cirri
Luciano Cirri (Pisa, 18 agosto 1931 – Roma, 23 ottobre 1983) è stato un critico teatrale e giornalista italiano.

## Biografia
Ideatore e fondatore del Bagaglino con Pier Francesco Pingitore, Mario Castellacci e Piero Palombo; nel 1957 realizzò il radiodramma La lunga storia della paura, raccolto insieme a due testi teatrali nel volume I rompiscatole (1965).
Dopo aver lasciato Il Bagaglino, nel 1967 fondò il cabaret Il Giardino dei supplizi, con Oreste Lionello, in un locale di piazza Rondanini a Roma.
Collaborò a Il Borghese (del quale fu anche vicedirettore), Il Tempo, Il Roma, Il Giornale d'Italia.
Alla sua memoria è stato intitolato un premio che viene assegnato annualmente.

## Opere
- Luciano Cirri, Stupidario parlamentare, Milano, Edizioni del Borghese, 1956.
- Luciano Cirri, Padre Pio e i papponi di Dio, Milano, Edizioni del Borghese, 1963.[14]
- Luciano Cirri, TV nuda: dizionario degli eroi televisivi, Milano, Edizioni del Borghese, 1964.
- Luciano Cirri, I rompiscatole, Torino, Edizioni dell'albero, 1965.
- Luciano Cirri, I delitti di Stato, Milano, Edizioni del Borghese, 1972.
- Luciano Cirri, Dizionario dei sentimenti nobili e ignobili, a cura di F. Chiocci, Roma, Ciarrapico, 1987.
- Luciano Cirri e Enrico Malatesta, Padre Pio da Pietrelcina: l'ultima inchiesta, Roma, Aquili, 1989.